# カンフランク
カンフランク（スペイン語: Canfranc）は、スペイン・アラゴン州ウエスカ県のムニシピオ（基礎自治体）。アラゴン語ではカンフラン（アラゴン語: Canfrán）だが、スペイン語名が公式名である。
ピレネー山脈の山麓にあり、スペイン＝フランス国境に近い。カンフランク地区の4キロメートル北、エスタシオン・デ・カンフランク地区には広大なカンフランク国際駅があり、ポー＝カンフランク鉄道線を走る列車は国境のソンポルト峠（ソンポール峠やアスペ峠やカンフランク峠とも）を超えて最初にカンフランク国際駅に停車する。

## 歴史
アラゴン王サンチョ1世によって1080年から1090年の間にカンフランクの町が建設された。この町はスペイン＝フランス国境を保護したり関税を徴収する役目を担っており、ハカ大聖堂に対して寄進を行っていた。1288年10月29日にはイングランド王エドワード1世とアラゴン王アルフォンソ3世の間でカンフランク条約が結ばれ、アルフォンソ3世の父ペドロ3世によって投獄されていたナポリ王カルロ2世が釈放された。

## 地理

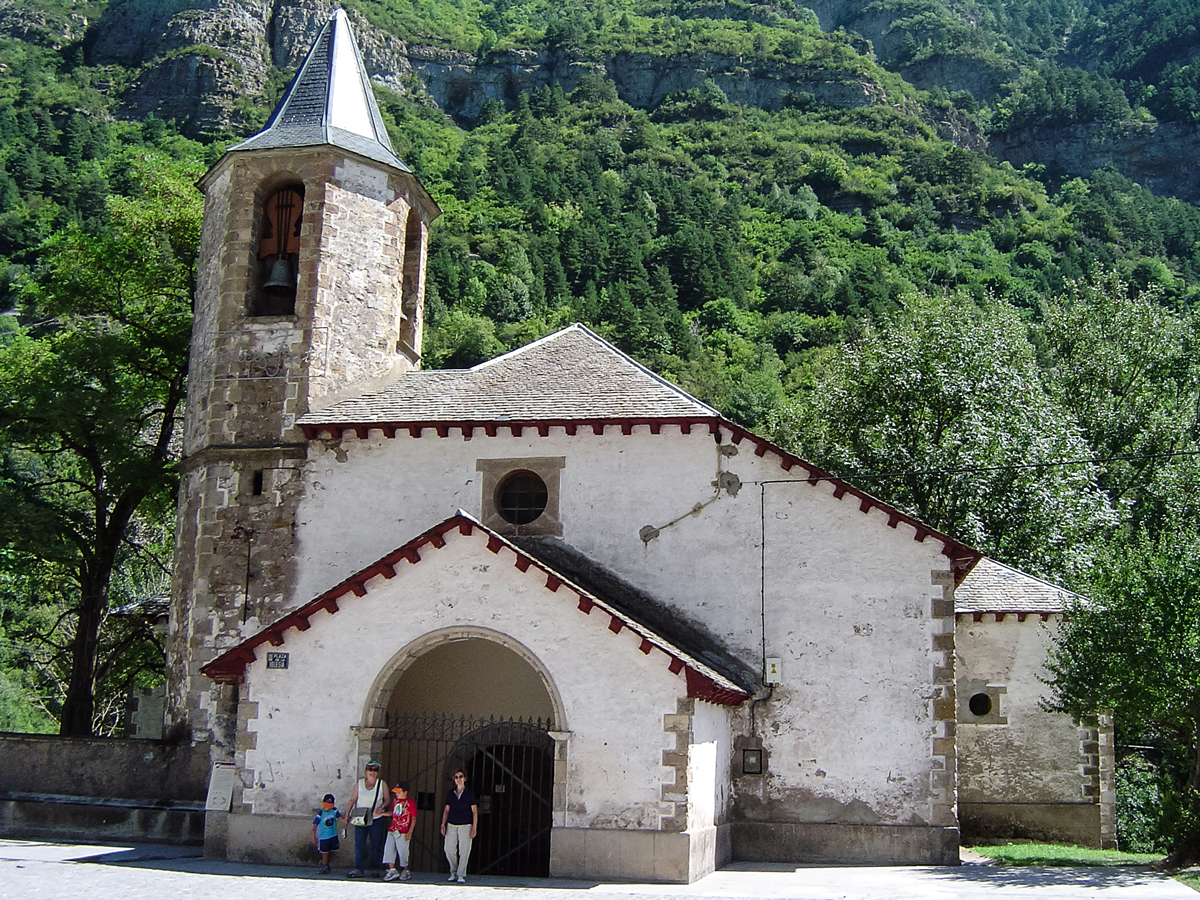
聖天の聖母教会

カンフランクの自治体域の面積は71.6km2であり、主にカンフランク地区とエスタシオン・デ・カンフランク地区からなる。いずれもアラゴン川の盆地にあり、カンフランク地区の標高は1040メートル、エスタシオン・デ・カンフランク地区の標高は1190メートルである。2016年の自治体人口は543人であり、カンフランク集落の人口は77人、エスタシオン・デ・カンフランク地区の人口は454人である。
標高1040メートルにはカンフランク地区がある。カンフランクという地名は「フランチ氏の敷地」(Campus Franci)に由来する。もともとは小規模な市場町であり、サンティアゴ・デ・コンポステーラの巡礼路の「アルルの道」を歩いてピレネー山脈のソンポール峠を超えた巡礼者に、峠を越えて最初の宿泊場所や食事を提供していた。カンフランク地区には巡礼者のための橋、聖天の聖母教会などがある。カンフランク地区は1617年と1944年に大火に見舞われている。

### 気候
| カンフランク駅の気候         | カンフランク駅の気候 | カンフランク駅の気候 | カンフランク駅の気候 | カンフランク駅の気候 | カンフランク駅の気候 | カンフランク駅の気候 | カンフランク駅の気候 | カンフランク駅の気候 | カンフランク駅の気候 | カンフランク駅の気候 | カンフランク駅の気候 | カンフランク駅の気候 | カンフランク駅の気候 |
| 月                           | 1月                  | 2月                  | 3月                  | 4月                  | 5月                  | 6月                  | 7月                  | 8月                  | 9月                  | 10月                 | 11月                 | 12月                 | 年                   |
| ---------------------------- | -------------------- | -------------------- | -------------------- | -------------------- | -------------------- | -------------------- | -------------------- | -------------------- | -------------------- | -------------------- | -------------------- | -------------------- | -------------------- |
| 日平均気温 °C （°F）         | 2.1 (35.8)           | 2.4 (36.3)           | 4.6 (40.3)           | 6.1 (43)             | 10.1 (50.2)          | 14.1 (57.4)          | 17.2 (63)            | 17.2 (63)            | 13.6 (56.5)          | 9.8 (49.6)           | 5.1 (41.2)           | 2.6 (36.7)           | 8.74 (47.75)         |
| 降水量 mm （inch）           | 183 (7.2)            | 147 (5.79)           | 142 (5.59)           | 170 (6.69)           | 171 (6.73)           | 120 (4.72)           | 88 (3.46)            | 100 (3.94)           | 142 (5.59)           | 196 (7.72)           | 234 (9.21)           | 214 (8.43)           | 1,906 (75.04)        |
| 出典：スペイン農業食料環境省 |                      |                      |                      |                      |                      |                      |                      |                      |                      |                      |                      |                      |                      |

### 人口
| カンフランクの人口推移 1900－2014                       |
|                                                         |
| 出典:INE（スペイン国立統計局）1900年 - 1991年、1996年 - |

## カンフランク鉄道駅

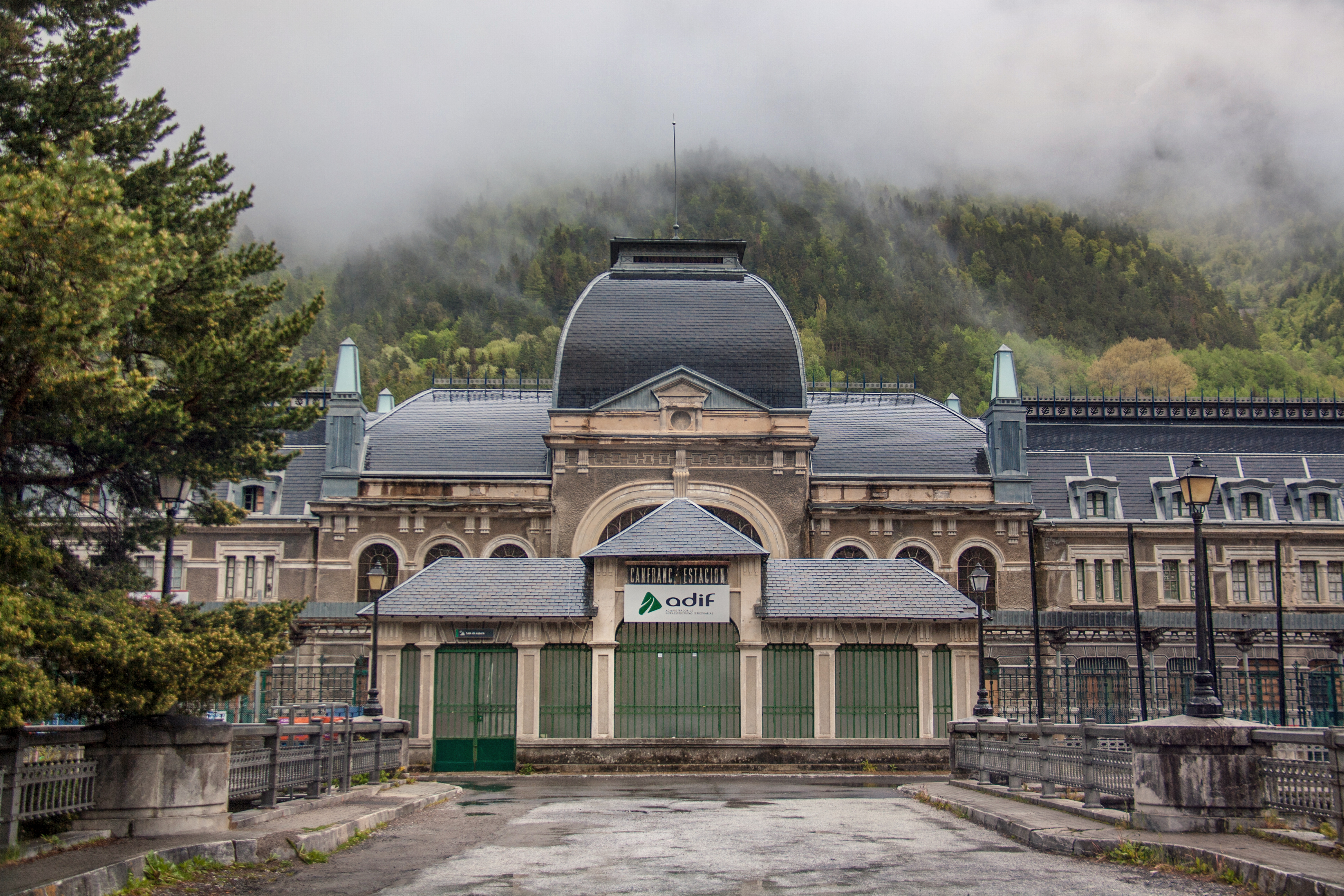
1915年に建設されたカンフランク鉄道駅

1928年に開通したポー＝カンフランク鉄道線はスペインのサラゴサとフランスのボルドーを結ぶ鉄道網の一部であり、サラゴサ近郊で生まれてボルドーで死去したフランシスコ・デ・ゴヤに因んでゴヤ線とも呼ばれる。カンフランク国際駅はこの路線の運行開始と同時に開業した。この路線はサラゴサを出発すると、サビニャニゴ、ハカ、カンフランク、ソンポール鉄道トンネル、オロロン＝サント＝マリーを通ってポーに至った。
1970年3月20日にはポーからカンフランクに向けて走行していた列車が、フランスのセット＝エギュン付近で橋梁を破壊する事故を起こし、この時をもって旅客営業を終了した。1985年には貨物営業も終了していたが、2000年代半ば以降には運行再開の試みがなされ、2016年にはフランスの一部区間で列車の運行が再開された。カンフランクからスペイン＝フランス国境を超える区間は運行が再開されていないが、カンフランクからオロロン＝サント＝マリーまでの区間に国際バスが運行されている。カンフランク鉄道駅とアラゴン州の州都サラゴサの間には定期列車が運行されている。

## 政治
| 任期      | 首長名                   | 政党                     |
| --------- | ------------------------ | ------------------------ |
| 1979–1983 | José Marraco Solana      | スペイン社会労働党(PSOE) |
| 1983–1987 |                          |                          |
| 1987–1991 |                          |                          |
| 1991–1995 |                          |                          |
| 1995–1999 |                          |                          |
| 1999–2003 |                          |                          |
| 2003–2007 | Fernando Sánchez Morales | スペイン社会労働党(PSOE) |
| 2007–2011 | Fernando Sánchez Morales | スペイン社会労働党(PSOE) |
| 2011–2015 | Fernando Sánchez Morales | スペイン社会労働党(PSOE) |
| 2015–2019 | Fernando Sánchez Morales | スペイン社会労働党(PSOE) |
| 2019–2023 | n/d                      | n/d                      |
| 2023–     | n/d                      | n/d                      |

## 姉妹都市
- ラ・コンコルディア（スペイン語版）、ニカラグア[5]
- アスペン、アメリカ合衆国コロラド州